# Agrosilvicoltura
L'agrosilvicoltura (o anche agroselvicoltura) è una pratica agricola moderna consistente nella coltivazione di piante utili per l'uomo in un ambiente in cui vi sia copertura ininterrotta del suolo grazie a piante erbacee, arbustive e arboree.
Questo sistema, grazie alla presenza di piante arboree, permette di evitare l'inaridimento dei suoli (grazie alla maggiore profondità delle radici) e al contempo permette di proteggere le piante erbacee dal forte irraggiamento solare con conseguente minore evaporazione.
Tale sistema, grazie al Movimento dei Senza Terra (MST), si sta diffondendo in Brasile dove l'esistenza di estese foreste fornisce un ambiente particolarmente adatto.